# Bocholtzerbeek
De Bocholtzerbeek is een beek bij Bocholtz in het zuiden van de Nederlandse provincie Limburg. Zij vormt naast de Steenputterbeek de bovenloop van de Eyserbeek, een zijriviertje van de Geul, en heeft een lengte van ongeveer 1,5 kilometer. De beek stroomt door het Eyserbeekdal.
De Bocholtzerbeek begint aan de Duitse grens nabij Hoeve Overhuizen op een hoogte van circa 170 meter boven NAP. De eerste helft van de beek is een droogdal en voert alleen in natte perioden water af van het hoger gelegen plateau van Baneheide. Dit gedeelte is in de jaren zestig van de twintigste eeuw overkluisd. Even ten oosten van Kasteel De Bongard komt het water aan de oppervlakte en stroomt dan noordwestwaarts door een smal beekdal langs de buurtschappen Zandberg en Prickart naar Broek, waar het samenvloeit met de Steenputterbeek tot de Eyserbeek.

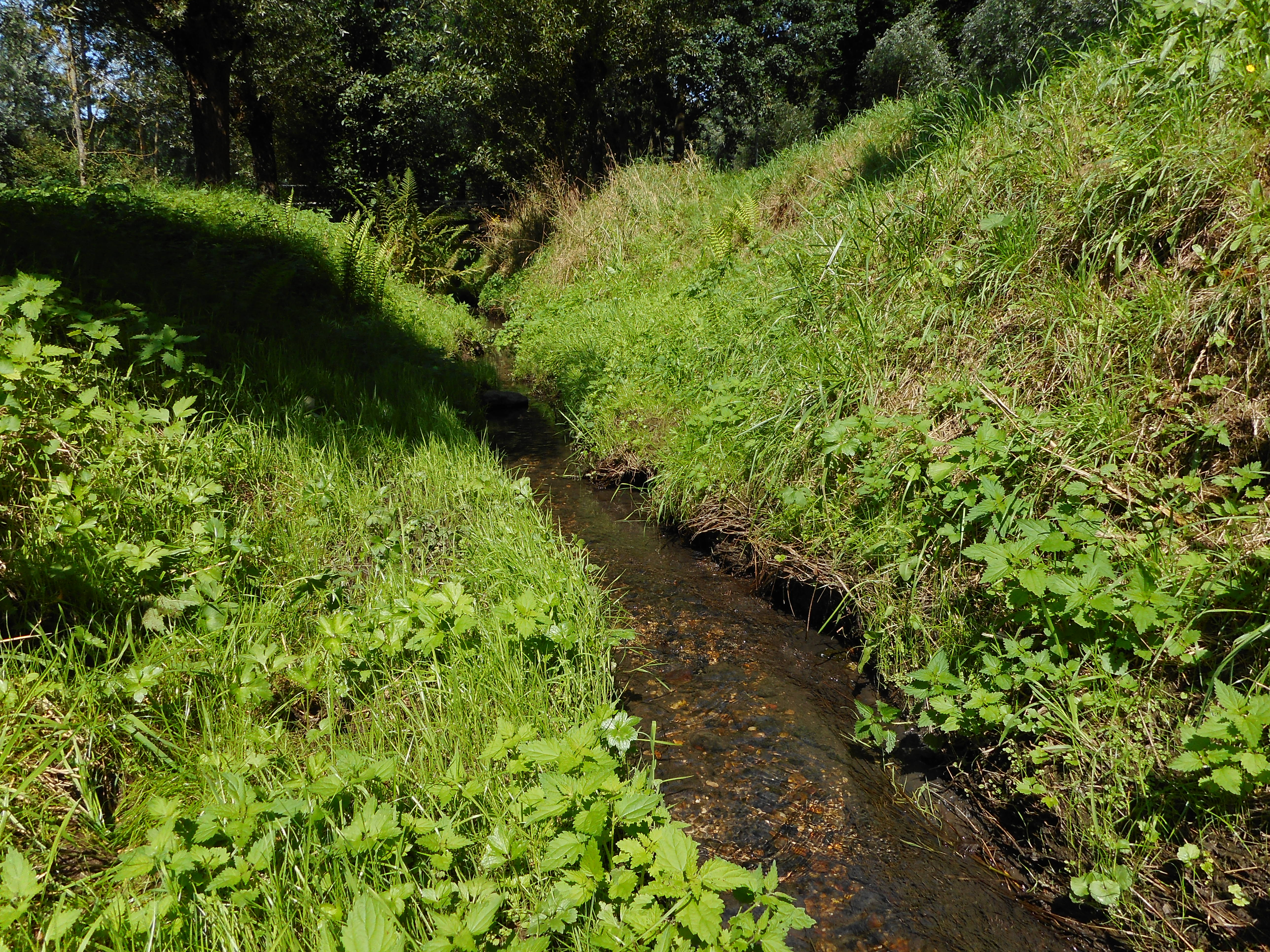
De Bocholtzerbeek